# La rivolta dei sette
La rivolta dei sette («La revuelta de los siete» en italiano) es una película de péplum italiana de 1964 dirigida por Alberto De Martino y protagonizada por Tony Russel.

## Reparto
- Tony Russel como Keros.
- Massimo Serato como Baxo.
- Nando Gazzolo como Milo.
- Livio Lorenzon como Nemete.
- Piero Lulli como Silone.
- Helga Liné como Aspasia.
- Paola Pitti como Helea.
- Howard Ross como Croto (como Renato Rossini).
- Pietro Capanna como Mardok.
- Walter Maestosi como Critone.
- Gaetano Quartararo como Acrone.
- Nando Angelini como gladiador espía.

## Estreno
La rivolta dei sette fue estrenada en Italia el 28 de diciembre de 1964.